# Török–portugál háborúk
A Portugál Királyság és az Oszmán Birodalom első összecsapása 1509-ben történt, amelyben voltaképp Törökország csupán az indiai Gudzsarát szultánjának küldött jelentős segítséget. 
Ezután három, viszonylag hosszú háború (1538-57, 1558-66, 1580-89) az Indiai-óceánon és Kelet-Afrikában zajlott. 
1714-ben Velence oldalán Portugália ismét hadba lépett a törökök ellen.
- Török–portugál háború (1509)
- Spanyol–török háború (1535–36)
- Török–portugál háború (1538–57)
- Török–portugál háború (1558–66)
- Török–portugál háború (1580–89)
- Velencei–török háború (1714–18)